# Джуніус Джаявардене
Джуніус Джаявардене (17 вересня 1906, Коломбо — 1 листопада 1996, Коломбо) — відомий також як JR лідер Шрі-Ланки з 1977 по 1989 роки, займав посаду Прем'єр-міністра з 1977 по 1978 роки і також був другим Президентом Шрі-Ланки з 1978 по 1989. Був лідером націоналістичного руху Цейлону (зараз Шрі-Ланка). Був у партії Об'єднана національна партія, він привів її до нищівної перемоги в 1977 році і зайняв місце Прем'єр-міністра на пів року, доки не став виконувачем обов'язків президента у відповідності до виправленої конституції.